# Godwick
Godwick – wieś w Anglii, w hrabstwie Norfolk, w dystrykcie Breckland. Leży 35 km na północny zachód od Norwich i 154 km na północny wschód od Londynu.